# Master of Orion
Master of Orion (abreujat com MoO) és un videojoc d'estratègia de ciència-ficció 4X per torns. Va ser publicat el 1993 per MicroProse per al sistema operatiu MS-DOS.
El jugador ha de liderar una de les deu espècies presents en el joc, amb l'objectiu de dominar la galàxia mitjançant una combinació de diplomàcia i conquesta mentre desenvolupa tecnologia, explora i colonitza sistemes estel·lars. S'ha descrit en ocasions com un spin-off de temàtica de ciència-ficció de la saga de videojocs Civilization. El joc ha demostrat la seva perdurabilitat, convertint-se en un clàssic de culte en el seu nínxol. Ha rebut diverses seqüeles directes i, a més, molts altres jocs publicats posteriorment s'hi han inspirat.
Va ser portat a Mac OS el 1995 per Take-Two Interactive i distribuït per GameTek. És el primer de la seva franquícia, i els drets els té Wargaming.

## Sistema de joc
Master of Orion és un videojoc de torns en què el jugador gestiona colònies, desenvolupa tecnologies, construeix naus, participa en diplomàcia interespècies i combat espacial. En la seva primera versió, només es pot jugar contra la intel·ligència artificial. A l'inici de la partida, es pot configurar la mida de la galàxia, la dificultat i el nombre d'oponents controlats per l'ordinador. Hom ha de triar entre les 10 espècies jugables, cadascuna amb especialitats úniques. Per exemple, els Humans destaquen en comerç i diplomàcia, els Bulrathi en combat terrestre, i els Silicoids poden colonitzar planetes hostils ignorant la contaminació. Les altres races són Alkari, Darloks, Klackons, Meklar, Mrrshan, Sakkra i Psilon. Cada raça té avantatges i desavantatges en determinats camps de recerca tecnològica.
El joc comença amb un mapa galàctic creat aleatòriament. El jugador disposa, al seu planeta natal, d'una nau colonial i dues petites naus d'exploració. L'exploració permet descobrir nous sistemes estel·lars, que poden ser colonitzables o hostils, n'hi ha 13 tipus diferents. La mida del planeta és molt diversa i poden tenir variants pel que fa a la riquesa de minerals o la presència d'artefactes tecnològics. Els planetes hostils requereixen tecnologies avançades per poder ser colonitzats. Els planetes es poden millorar amb tecnologies com la terraformació, l’enriquiment del sòl o la transformació atmosfèrica, que augmenten la capacitat de població i la taxa de creixement. En totes les partides, un dels sistemes del mapa és Orion, un món antic i ric en coneixement, però que roman protegit pel Guardià, un ésser molt poderós.
Els jugadors gestionen la producció de cada colònia mitjançant barres desplaçables que distribueixen els recursos entre la construcció de naus espacials, sistemes defensius (bases de míssils o escuts planetaris), fàbriques (que permeten multiplicar la producció de la colònia), ecologia i recerca. La despesa en manteniment de naus o en espionatge, així com els beneficis comercials obtinguts per via diplomàtica, afecten l'economia global de totes les colònies. La diplomàcia permet al jugador intercanviar tecnologia amb altres espècies, signar acords comercials, establir aliances, declarar la guerra i oferir un armistici. La guerra a MoO té tres vies: invasió terrestre, bombardeig o combat espacial. Aquest té lloc a l'òrbita dels sistemes; doncs no es poden interceptar naus en ple viatge. El jugador pot dirigir els combats manualment o deixar que el sistema els resolgui automàticament. Un dels aspectes fonamentals del joc és la investigació tecnològica, que permet l'accés a avenços en armament, propulsió, defenses... o millorar l'eficiència productiva o les condicions ecològiques dels planetes.
Durant el joc es produeixen votacions periòdiques al Gran Consell. Els líders de les dues espècies amb més habitants en són candidats i, si un d'ells obté dos terços dels vots, és proclamat Gran Mestre i guanya la partida. L'altra manera d'obtenir la victòria és exterminant tots els rivals.

## Desenvolupament
Master of Orion és una versió significativament ampliada i refinada del prototip/predecessor del Star Lords (no s'ha de confondre amb Starlord, publicat també per MicroProse el 1993). L'empresa de desenvolupament de jocs de Steve Barcia, Simtex, va fer una demostració de Star Lords per a MicroProse, a la que van assistir els periodistes periodistes especialitzats en videojocs Alan Emrich i Tom Hughes. Ambdós van ajudar Barcia a refinar el disseny per produir Master of Orion; i la parella va escriure més tard la guia estratègica que acompanyava al videojoc original.
Star Lords, sovint anomenat Master of Orion 0 pels fans, va ser una demo i mai es va publicar comercialment. El prototip, rudimentari però totalment jugable, es va posar a disposició com a programari gratuït el 2001, en previsió del llançament de Master of Orion III. Entre les principals diferències entre Star Lords i Master of Orion trobem: gràfics i interfície més bàsics, comerç i diplomàcia més senzills o recerca no dirigida. Una característica de Star Lords que no té Master of Orion és una taula de relacions entre les races controlades per l'ordinador. El joc finalment es va posar a disposició per a la seva descàrrega a FilePlanet  i a la pàgina d'inici de Master of Orion III.

## Recepció

### Versió MS-DOS
Master of Orion va vendre més de 100.000 còpies. En una vista prèvia de Computer Gaming World, el setembre de 1993, Emrich va descriure Master of Orion com un 4X, «el millor que la conquesta galàctica pot oferir». També va mencionar exemples anteriors del gènere d'estratègia, com ara Civilization (1991) i Reach for the Stars (1983). La crítica completa del joc en la revista de desembre de 1993, afirmava que «Master of Orion és un d'aquells jocs en què cal esforçar-se per trobar alguna cosa inadequada en el disseny del joc, i això és probablement el major elogi que puc donar a un producte». La revista va concloure que era «un candidat clar a Joc de l'Any» i augurava que es convertiria en «la prova A en molts casos de divorci».
Una enquesta del febrer de 1994 sobre jocs de guerra espacial va donar a Master of Orion una qualificació de A−, afirmant que es tractava d'un joc de conquesta amb un punt interessant. El periodista va destacar que li hagués agradat que el joc admetés diversos jugadors, i va concloure predient que «MOO regnarà de manera suprema fins ben entrat l'any». Una enquesta de 1994 sobre jocs d'estratègia espacial va donar al joc més de quatre estrelles sobre cinc, dient que era «un producte amb una textura rica. Els gràfics juntament amb un joc intens mereixen una alta recomanació».
Master of Orion va ser declarat el millor joc d'estratègia de 1993 per Computer Games Strategy Plus. També va guanyar el premi al Joc d'Estratègia de l'Any per Computer Gaming World el juny de 1994. Els editors el van qualificar de "joc digne de ser anomenat "Civilization de l'espai", i van escriure que "personifica i amplia el lema "Conquereix la galàxia" del gènere.

### Versió Macintosh
El juliol de 1995, Next Generation va revisar la versió per a Macintosh del joc, puntuant-la amb dues estrelles sobre cinc, i descartant-lo per al premi de Joc de l'Any.

## Llegat
El 1996, Computer Gaming World va classificar Master of Orion com el 33è millor joc de tots els temps. El 1998, PC Gamer el va declarar el 45è millor joc d'ordinador mai publicat, i els editors el van qualificar de «una gran epopeia espacial de ciència-ficció». El 2003, IGN el va classificar com el 98è millor joc. Master of Orion és membre tant del Saló de la Fama de GameSpy (2001), com de la llista dels millors jocs de tots els temps de GameSpot. The Gamer el va incloure a la seva llista dels 10 millors jocs del gènere 4X.
En revisions retrospectives, Allgame, GameSpot i IGN van considerar MoO com l'estàndard pel qual es jutgen els jocs d'estratègia per torns ambientats a l'espai.

### Seqüeles
S'han publicat tres seqüeles comercials de Master of Orion, Master of Orion II: Battle at Antares, Master of Orion III i Master of Orion: Conquer the Stars . Les seqüeles són significativament més avançades en gràfics i so, i presenten grans diferències en la jugabilitat. Alguns especialistes afirmen que el joc original continua sent la millor versió de la saga.
El 1997, MicroProse va llançar un escenari 'junior' per a Master of Orion com a part de l'expansió Civ II: Fantastic Worlds per a Civilization II. El 2001, Star Lords, desenvolupat com a prototip de Master of Orion, va ser publicat com a programari gratuït com a part de la promoció de Master of Orion III  Els desenvolupadors de MOO3 també van anunciar una possible futura versió del codi font de MOO i MOO2 per al 2001. El 2011, Chimera Software va publicar un clon de MoO II per a iPhone, titulat Starbase Orion.
El juliol de 2013, Wargaming va comprar la franquícia Master of Orion durant la liquidació per fallida d'Atari. Una "reinvenció" subtitulada Conquer the Stars es va publicar el 25 d'agost de 2016.

### Influència
Master of Orion va esdevenir una influència per als jocs d'estratègia espacial futurs. Va ser el primer joc descrit com un joc 4X, i va ajudar a establir les convencions del gènere. L'equip de programació del reeixit videojoc de Paradox, Stellaris (2016), va basar-se parcialment en la sèrie Master of Orion, però també va dir que «era important provar coses noves i deixar enrere les antigues fórmules dels anys 90». L'escriptor George RR Martin el va esmentar entre els jocs que solia jugar més sovint.